# 갈산중학교 (인천)
갈산중학교(葛山中學校)는 대한민국 인천광역시 부평구 갈산동에 있는 공립 중학교이다.

## 학교 연혁
- 1994년 3월 1일 : 갈산중학교 12학급 설립 인가
- 1994년 3월 1일 : 초대 박용철 교장 취임
- 1994년 3월 5일 : 갈산중학교 제1회 입학식(12학급)
- 1997년 2월 15일 : 제1회 졸업식(627명)
- 2003년 3월 1일 : 시교육청 지정 과학교육 시범학교 운영
- 2010년 2월 19일 : 2009학년도 인천광역시교육청 학력향상교 선정
- 2013년 3월 1일 : 다문화교육정책 추진학교 운영
- 2014년 : 학교급식실 구축(교과부 특별교부금)
- 2021년 3월 1일 : 제9대 황지화 교장 취임
- 2023년 12월 28일 : 제28회 졸업(161명) 누계(11,700명)
- 2024년 3월 4일 : 제31회 입학식(5학급)

## 참고 자료
- 갈산중학교 - 한국교육학술정보원 학교알리미